# Coccidiphila kasypinkeri
Coccidiphila kasypinkeri ist ein Schmetterling (Nachtfalter) aus der Familie der Prachtfalter (Cosmopterigidae).

## Merkmale
Die Falter erreichen eine Flügelspannweite von 6 bis 7 Millimeter. Die Vorderflügel sind gelb ockerfarben. Ein großer, dreieckiger, dunkelgrauer Costalstrich reicht von der Flügelbasis bis 2/3 der Flügellänge. In der Mitte des Strichs befindet sich ein ockergelber Fleck. Der breite und sehr schräg nach außen verlaufende, dunkelgraue Strich ist vom Apex zum Flügelinnenrand verlängert. Die Fransenschuppen sind ockergrau und am Apex zwei graubraunen Linien gezeichnet. In Richtung Flügelinnenrand sind die Fransenschuppen fahl ockerfarben. Die Hinterflügel glänzen fahl ockerfarben.
Bei den Männchen ist das rechte Brachium ungefähr so lang wie das Tegumen. Es ist stark gebogen und hat einen gerundeten Apex. Das linke Brachium ist kurz und dreieckig. Die Valven sind schmal, der Cucullus ist ventral durch einen dreieckigen Fortsatz vergrößert. Die Valvellae sind sehr lang und schmal und in der Mitte rechtwinklig gebogen. Der distale Teil verjüngt sich allmählich. Der Aedeagus hat eine schiefe Spitze.
Bei den Weibchen hat der hintere Rand des 7. Sternits eine flache, V-förmige Ausbuchtung. Das Sterigma ist trapezförmig und stark sklerotisiert. Der vordere Rand ist konkav. Dem Corpus bursae fehlen die Kammstrukturen.

### Ähnliche Arten
Coccidiphila kasypinkeri unterscheidet sich von anderen Arten der Gattung durch die geringe Flügelspannweite und den gelb ockerfarbenen Fleck auf dem dunkelgrauen Costalstrich des Vorderflügels.

## Verbreitung
Coccidiphila kasypinkeri ist auf den Kanarischen Inseln (Lanzarote, Fuerteventura) beheimatet.

## Biologie
Die Biologie der Art ist unbekannt. Falter wurden im Januar und im März gesammelt.

## Belege
1. 1 2 3 4 5 6  J. C. Koster, S. Yu. Sinev: Momphidae, Batrachedridae, Stathmopodidae, Agonoxenidae, Cosmopterigidae, Chrysopeleiidae. In: P. Huemer, O. Karsholt, L. Lyneborg (Hrsg.): Microlepidoptera of Europe. 1. Auflage. Band 5. Apollo Books, Stenstrup 2003, ISBN 87-88757-66-8, S. 136 (englisch).
2. ↑  Coccidiphila kasypinkeri bei Fauna Europaea. Abgerufen am 1. Februar 2012